# کندیس میلر
کندیس میلر (به انگلیسی: Candice Miller) نمایندهٔ حوزه انتخابیه دهم میشیگان از حزب جمهوری‌خواه ایالات متحده آمریکا در مجلس نمایندگان ایالات متحده آمریکا است که برای نخستین‌بار در ۲۱ ژانویه ۲۰۰۳ میلادی به‌عضویت این مجلس درآمد.